# Filipe da Suábia
Filipe da Suábia ou Filipe de Hohenstaufen (1176 – assassinado em 21 de junho de 1208), foi duque da Suábia e rei dos romanos.

## Biografia

Escudo de armas dos Hohenstaufen.

Era o mais novo dos filhos varões de Frederico I, imperador do Sacro Império Romano, e de Beatriz I da Borgonha, e, como tal, foi determinado originalmente para a Igreja chegando a ser eleito proboste em Aachen e bispo de Wurzburg, em 1190, com apenas quatorze anos. Todavia, três anos depois, ele abdicou de seus títulos eclesiásticos para seguir uma carreira política e, em 1195, seu irmão, o imperador Henrique VI tornou-o duque da Toscana e depois da Suábia.
Quando Henrique morreu, em setembro de 1197, Filipe foi excomungado pela Igreja. Junto a seus problemas estava o fato de seu sobrinho, o filho de Henrique, ter sido reconhecido como rei dos romanos. No entanto, como este sobrinho, Frederico II, era apenas um menino e estava ausente na Sicília, Filipe foi persuadido a aceitar o título. Em 8 de março de 1198, em Mühlhausen, os príncipes germanso elegeram-no rei dos romanos e, em 8 de setembro, em Mogúncia, ele foi coroado pelo arcebispo de Tarentaise.
No entanto, os opositores dos Hohenstaufens negaram a validade de sua eleição e providenciaram seu próprio candidato, Oto IV de Brunswick. Embora com o apoio da maioria dos príncipes germanos e do rei da França, Filipe não foi capaz de derrotar Oto. Para pôr um fim à disputa, foi invocada a intervenção do relutante papa Inocêncio III. Como Filipe ainda era um excomungado e os Hohenstaufens foram uma ameaça ao papado anteriormente, Inocêncio decidiu em favor de Oto IV, em 11 de março de 1201. Na mesma época, ele também colocou os partidários de Filipe sob interdito da Igreja. Filipe perdeu alguns adeptos, mas também que foram anteriormente seus opositores. Destes, o mais importante era Adolfo, arcebispo de Colônia, que o recoroou rei dos romanos em Aachen, em 6 de janeiro de 1205. Gradualmente, sua posição melhorou e, em 27 de julho de 1206, ele derrotou Oto IV em Wassenberg, expulsando-o da Renânia. Na mesma época, aproximou-se do papa Inocêncio, e as concessões que ele lhe ofereceu, assim como o declínio de Oto IV, teve sua excomunhão suspensa, em 1 de novembro de 1207. Parte do acordo com o papa incluía um casamento entre uma das filhas de Filipe e o sobrinho do papa. Porém, antes que o acordo fosse terminado, Oto de Wittelsbach, que era noivo da mesma filha, em sua fúria, assassinou Filipe em Bamberg. Seu corpo foi sepultado na Catedral de Speyer.

### Relações familiares
Filipe casou, em 25 de maio de 1197, em Bari, com Irene Angelina, viúva de Rogério V, duque da Apúlia, filha de Isaac II Ângelo. A partir de então, ela adotou o nome de Maria. Desta união, nasceram sete filhos, mas apenas três mulheres atingiram a maioridade:
1. Beatriz (1198 - 1212), primeira esposa de Oto IV, imperador do Sacro Império;
2. Maria (c. 1200 - 1235), primeira esposa Henrique II, Duque de Brabante;
3. Reinaldo, morto jovem;
4. Cunegunda (1202 - 1248), esposa de Venceslau I da Boêmia;
5. Beatriz (1205 - 1235), primeira esposa de Fernando III de Castela;
6. Frederico (*1205), morto jovem;
7. Beatriz (n. e m. em 1208), morta jovem.